# 7 2 Smoke
7 2 Smoke är en vanlig tävlingsform i breaking men används även i andra sammanhang där man möts en mot en. 8 tävlande gör upp om segern genom att möta varandra i turordning där varje seger ger en poäng. Först att nå sju poäng vinner. Innan start görs en startordning upp. 
Exempel:
Vi har 8 tävlande  A B C D E F G H. A börjar att möta B. Vinnaren får en poäng och får gå nästa match mot C medan förloraren får ställa sig sist i kön efter H. På detta sätt hålls turordningen reda på. 
Utmanaren mot segraren i matchen innan brukar börja så att vinnaren får en andningspaus. Eftersom det kan vara jämnstarka tävlande och poängen fördelas relativt lika finns det ibland en tidsgräns. När den tiden passeras vinner den tävlande med flest poäng.